# Minor Planet Center
Il Minor Planet Center (MPC) è l'organizzazione incaricata dall'Unione Astronomica Internazionale di raccogliere e conservare i dati osservativi sui corpi minori del Sistema solare (asteroidi e comete), calcolarne l'orbita e pubblicare tali informazioni. Dipende dalla Divisione F (Planetary Systems and Bioastronomy) dell'Unione Astronomica Internazionale (UAI) ed opera presso lo Smithsonian Astrophysical Observatory.
Il Minor Planet Center fornisce un certo numero di servizi on line per agevolare l'osservazione di asteroidi e comete, tra i quali il catalogo completo delle orbite dei corpi minori (MPCORB), che può essere liberamente scaricato.

## Storia
Il Minor Planet Center fu istituito presso l'Università di Cincinnati e l'omonimo osservatorio nel 1947, sotto la direzione di Paul Herget. Dopo il suo ritiro nel 1978, la sede dell'organizzazione è stata spostata presso lo Smithsonian Astrophysical Observatory (SAO) e la direzione è stata affidata a Brian Marsden fino al 2006 e poi a Timothy B. Spahr ed al direttore associato Gareth V. Williams. Dal 2015 il nuovo direttore ad interim è Matthew J. Holman.

## Pubblicazioni
Il Minor Planet Center pubblica periodicamente i dati astrometrici dei corpi minori del Sistema Solare. Di seguito l'elenco delle pubblicazioni del MPC. 
- Minor Planet Electronic Circulars (MPEC): contengono i dati osservativi e i parametri orbitali di particolari corpi minori e di tutte le comete. Tutti i giorni viene pubblicata una Daily Orbit Update (DOU) MPEC contenente le nuove identificazioni e i parametri orbitali dei corpi minori ottenuti nelle 24 ore precedenti.

- Minor Planet Circulars (MPC): pubblicate tipicamente una volta al mese alla data della luna piena (quando il numero di osservazioni è al minimo a causa della luminosità del cielo), contengono i dati osservativi, i parametri orbitali e le effemeridi di pianetini, comete e alcuni satelliti naturali. Mediante queste circolari vengono anche annunciati i nuovi numeri e nomi assegnati ai pianetini e i numeri delle comete periodiche e dei satelliti naturali.

- Minor Planets and Comets Supplement (MPS).

- Minor Planets and Comets Orbit Supplement (MPO).